# Фонд «Ефективне управління»
Фонд «Ефективне управління» — колишній благодійний фонд (діяв з 2007 по 2013), заснований українським олігархом Рінатом Ахметовим. Організація підтримувала органи влади та інститути громадянського суспільства в розробці програм економічного розвитку України.

## Діяльність
Фонд у партнерстві з Intelligence Squared (Лондон) проводив дебати на теми розвитку економіки й бізнесу в Україні.
За час роботи фонд розробив «Звіт про конкурентоспроможність України» і презентував його на Світовому економічному форумі та створив два кластери у Львові (IT і деревообробний).
Директором фонду була Наталія Вадимівна Ізосімова..
Наприкінці 2013 року фінансування фонду було призупинено, 1 січня 2014 співробітники Фонду звільнені а сам фонд закритий.

## Міжнародна консультативна рада
Протягом 2007—2012 рр. Міжнародна консультативна рада була вищим органом управління Фондом: брала участь у формуванні стратегії Фонду, допомагала обирати пріоритетні проєкти, представляла Фонд в Україні й за кордоном. До її складу входили відомі діячі в галузі політики, журналізму, міжнародних організацій, освіти, бізнесу та юриспруденції з унікальним для України досвідом та бездоганною репутацією. Членами Ради були:
- колишня прем'єр-міністр Канади Кім Кемпбелл (голова Ради)
- колишній сенатор США Лінкольн Чафі[11]
- колишній президент національного банку Угорщини Дьєрдь Шурані[en]
- виконавчий директор українського офісу міжнародного інвестиційного банку Morgan Stanley Ігор Мітюков
- П’єр Дефрень[en]
- Трейсі МакКіббен (англ. Tracy McKibben)
- Френсіз Кернкросс[en]
- Євген Гавриленков[ru]
- Майкл Лі (англ. Michael Leigh)[12][13][14]